# Cristóbal Serra
Cristóbal Serra Simó (Palma de Mallorca, 28 de septiembre de 1922 - Palma de Mallorca, 6 de septiembre de 2012) fue un polígrafo, escritor y erudito español. 

## Biografía
Estudió Derecho en las Universidades de Barcelona y Madrid, y Filosofía y Letras (sección Lengua y Literatura Moderna) en la Universidad de Valencia. Profesor de Literatura y de Idiomas en enseñanza secundaria.
Su producción literaria es riquísima y variada, y se le considera uno de los escritores más importantes de nuestros días en lengua española, por su originalidad y por su profundidad. Su obra completa (hasta 1996) se encuentra reunida en Ars Quimérica (Bitzoc, 1996). 
Recibió el doctorado honoris causa (2006) por la Universidad de las Islas Baleares, por su contribución a la creación literaria y a la traducción.

## Muerte
El escritor, tras varios meses convaleciente por una caída, falleció poco antes de cumplir los 90 años.

## Sobre Cristóbal Serra
"Los caminos de Cristóbal Serra" (2004). Barcelona: Quimera; volumen monográfico, con textos de José Carlos Llop, Manuel Neila, Diego Doncel, José María Nadal, Jaime Parra, Marc Bochet, Llucia Ramis, Matías Vallés, Eduardo Jordá, Carlos Garrido y Cristóbal Serra.
El don de la palabra (2004).Palma de Mallorca: Bearn, antología general.
Tanteos crepusculares, precedido de Serra A/Z (2005). Madrid: Cuadernos del Vacío.

## Documental en línea
- "La imaginación es omnipotente y sostiene la realidad. Efectivamente, basta imaginar una cosa para que ésta exista." Cristóbal Serra.
- http://vimeo.com/pendulo/cristobalserra

- Datos: Q8351787